# Şenol Sak
Vous pouvez aider à l'améliorer ou bien discuter des problèmes sur sa page de discussion.
- Il ne s’appuie pas, ou pas assez, sur des sources secondaires ou tertiaires. (Marqué depuis novembre 2022)
- Son texte doit être wikifié : il ne correspond pas à la mise en forme Wikipédia (style, typographie, liens internes, liens entre les wikis, etc.). (Marqué depuis novembre 2022)
- Sa typographie ne respecte pas les conventions de Wikipédia. Vous pouvez solliciter de l’aide de l’Atelier typographique. (Marqué depuis novembre 2022)

- Archive Wikiwix
- Bing
- Cairn
- DuckDuckGo
- E. Universalis
- Gallica
- Google
- G. Books
- G. News
- G. Scholar
- Persée
- Qwant
- (zh) Baidu
- (ru) Yandex
- (wd) trouver des œuvres sur Wikidata

Pour les articles homonymes, voir Sak.
Senol Sak est artiste-peintre, né en 1964 à Bolu, en Turquie.

## Biographie
Senol Sak est né à Bolu (Turquie) en 1964. Il a fait ses études primaires et secondaires à Bolu. Diplômé du département d'éducation artistique de l'Université Abant İzzet Baysal, il travaille comme enseignant à Bolu, et a également travaillé pour la municipalité de Bolu au Mehmet Yuceturk Art Center en tant que directeur de l'Art. Depuis 1993, il a participé à 31 expositions individuelles dans différentes villes et de nombreuses[évasif] expositions collectives. Senol Sak, dont les peintures se trouvent dans de nombreuses collections publiques et privées[évasif], est membre de l'UNESCO-AIAP-International. Il est le membre fondateur du mouvement Art Résilience crée en 2014 par Ksenia Milicevic.

## Expositions individuelles
- 1993 : Akbank Art Gallery, Eskisehir, Turquie
- 1994 : Musée national des Arts, Bolu, Turquie
- 1996 : Akbank Art Gallery, Denizli, Turquie
- 1997 : Akbank Art Gallery, Ankara, Turquie
- 1998 : Municipality Art Center, Bolu, Turquie
- 1999 : Akbank Art Gallery, Adana, Turquie
- 2000 : Banque de développement de la Turquie, Ankara, Turquie
- 2001 : Besiktas Mun, Ortakoy Centre, Istanbul, Turquie
- 2002 : Foca festival, Izmir, Turquie
- 2003 : Art Gallery, Municipalité d'Izmir, Turquie
- 2004 : Asmalimescit ballkclsl Sanat Gallery, Istanbul, Turquie
- 2005 : Metropolitan Mun, Taksim Art Gallery, Istanbul, Turquie
- 2008 : Art Gallery Park, Arhipoli, Rodos, Grèce
- 2011 : Art Gallery Cihangir Modern, Istanbul, Turquie
- 2012 : Encadrement créatif Gallery, Oakland, États-Unis
- 2012 : Musée de Peinture de Saint-Frajou, Saint-Frajou, France
- 2012 : Abant Izzet Baysal University AIBU Art Gallery, Bolu, Turquie
- 2014 : Association Vermillon et le Musée de Peinture de Saint-Frajou, Berat, France
- 2015 : Association Camell'art et Musée de Peinture de Saint-Frajou, Péguilhan, France
- 2016 : Atölyesak — Artist Studio Gallery —, Bolu, Turquie
- 2016 : 19e Turkish Art & Kultur Festival, Monterey, CA, États-Unis
- 2016 : Encadrement créatif Gallery, Oakland, CA, États-Unis
- 2016 : MOR Art Gallery, Bodrum, Turquie

## Expositions collectives
- 2005 TISVA, Biennale d'Art, Ankara, Turquie
- 2005 Biennale Drobne Grafix, Breclav, République Tchèque[3]
- 2006 Melitadan, Salon International, Malatya, Turquie
- 2006 Karburani, Musée Floran, Maramules, Roumanie[4]
- 2006 Iowa Biennale, Iowa, États-Unis
- 2006 Mini Print International de Cadaques, Cadaques, Espagne
- 2006 4e Biennale grafica, Francavilla[Laquelle ?], Italie[5]
- 2006 Triennale de Chamalières, France[6]
- 2007 5e KIWA Woodprint Exposition, Kyoto, Japon[7]
- 2007 Exposition Internationale, Thessaloniki, Grèce
- 2007 Concorse il bosco stregato, Ortana[pas clair], Italie
- 2007 Gallery Menges, Ljubljana, Slovénie
- 2008 Exposition Internationale, Collection Naestved, Danemark[8]
- 2008 13e Exposition Internationale, Taïwan
- 2008 1re Exposition Internationa[pas clair], Yunnan, Chine[9]
- 2008 NCCC Gallery, Exposition Collective, New York, États-Unis
- 2008 Exposition Collective, Office de Tourisme, Vernoux, France
- 2008 Aquabiennale, Karalian, Russie[10]
- 2009 9e Biennale Acqui Terme, Italie[11]
- 2009 400e Célébration de Québec, Québec, Canada
- 2009 Ex Libris, Bibliothèque Karavelov, Rouse, Bulgarie[12]
- 2010 Zalgris 600, Vilnius, Lituanie[13]
- 2010 Museo nacional de grabado, Rubial, Uruguay
- 2010 Biennale 2010, Parapluie Studio, Townsville, Australie[14]
- 2011 Warble Art Museum, Tokyo, Japon
- 2011 El Museo Nacional de la Aquarela, Mexico, Mexique
- 2011 Différents couleurs[pas clair], Bolu, Turquie[15]